# Trachyboa gularis
Trachyboa gularis är en kräldjursart som beskrevs av den tyske naturhistorikern och zoologen William Peters 1860. Trachyboa gularis är en orm som ingår i släktet Trachyboa, och familjen Tropidophiidae. Inga underarter finns listade i Catalogue of Life.

## Utbredning
T. boulengeri är en art som är endemisk för Ecuador i Sydamerika.